# Chevalière
 (septembre 2022).
Si vous disposez d'ouvrages ou d'articles de référence ou si vous connaissez des sites web de qualité traitant du thème abordé ici, merci de compléter l'article en donnant les références utiles à sa vérifiabilité et en les liant à la section « Notes et références ».

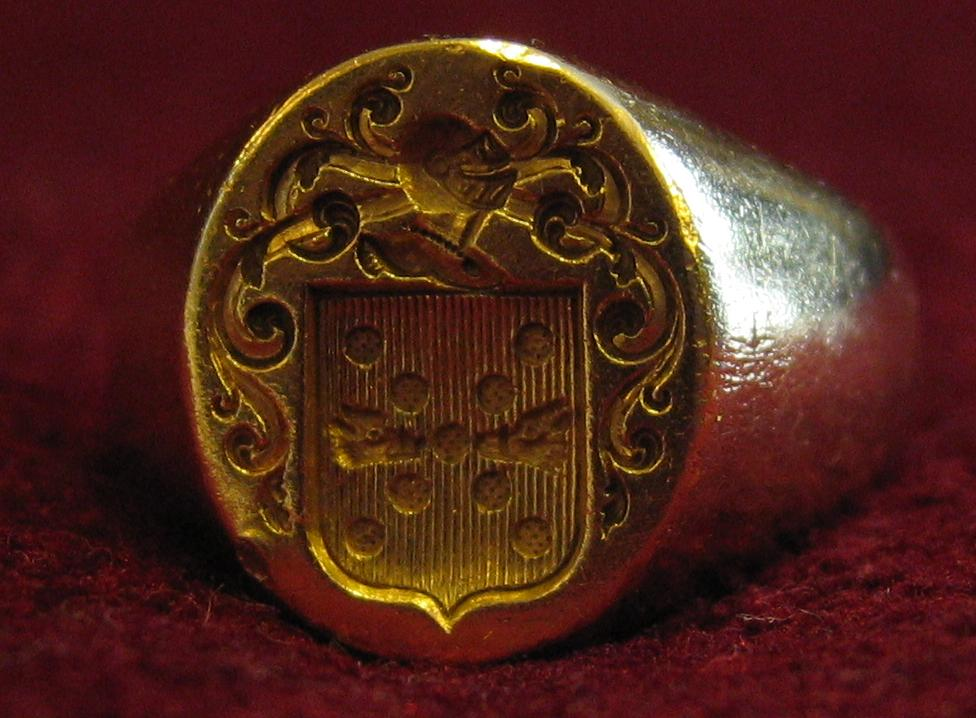
Chevalière armoriée traditionnelle en or.

La chevalière, ou arme blanche de mains, est une bague à large chaton sur laquelle sont gravées des armoiries ou des initiales . Les bagues destinées à servir de sceau (sigillum) présentent un motif gravé en creux qui a varié de l'Égypte antique jusqu'à nos jours, passant du cartouche hiéroglyphique aux  représentations mythologiques, effigies de princes, symboles, armoiries ou inscriptions.
La chevalière est souvent une matrice, le dessin est soit moulé en relief, soit gravé en intaille, c'est-à-dire à l'envers, en négatif, afin de pouvoir servir comme sceau lorsqu'il est appliqué sur de la cire. Avant l'empreinte en cire, la table de la chevalière peut être passée au noir de fumée pour faire ressortir les détails de la gravure.
Elle peut être réalisée en or, en or blanc ou en argent, mais aussi en gravure sur pierre fine, semi-précieuse ou précieuse. Il existe actuellement plusieurs formes de chevalières : ovale, tonneau, ronde, carrée, etc.

## Port de la chevalière

### Angleterre
En Angleterre, la chevalière (signet ring) porte souvent la représentation du cimier (crest) au lieu de l'écu. La chevalière est généralement portée à l'auriculaire gauche.

### France
En France, toute personne peut porter une chevalière. Il est de tradition que les descendants d'une famille noble portent une chevalière armoriée, mais les armoiries n'étant pas signe de noblesse, ce port n'est pas réservé aux nobles. Ainsi toute personne, qu'elle descende ou non d'une famille noble, peut porter une chevalière armoriée. En principe, également, seuls les descendants d'une famille noble peuvent porter des armoiries timbrées mais cette règle n'est pas respectée, car n'ayant plus de base légale.
La chevalière (armoriée ou non)[réf. nécessaire] est portée en France par les hommes la plupart du temps à l'annulaire de la main gauche (avec l'alliance s'ils sont mariés), contrairement à l'usage dans d'autres pays européens où elle est plutôt portée à l'auriculaire (au Royaume-Uni toujours, parfois aussi en Suisse ou en Belgique). En revanche, les femmes la portent toujours à l'auriculaire.
Une chevalière est à l'origine un sceau portatif monté sur une bague qui se portait à l'index. Le port d'armoiries étant libre elle n'est aucunement signe de noblesse. Outre les porteurs d'authentiques armes familiales nobles ou non, d'autres personnes portent une chevalière pouvant témoigner d'une communauté de valeurs et/ou d'un désir d'imitation : porter les armes de sa famille maternelle, d'un cousinage éteint, d'un dessin personnel (mais qui ne doit pas être le même que celui d'armes déjà existantes ou ayant existé), etc.
Il en existe plusieurs modèles : ovale, tonneau, ronde, carrée, losange (forme réservée à l'usage des dames), etc. Les armoiries des familles y sont représentées, pour les familles nobles elles peuvent être « timbrées », c'est-à-dire surmontées :
- soit d'une couronne si la famille possède un titre de noblesse régulier ou de courtoisie (la forme de ces couronnes varie en fonction du titre porté ; les couronnes de vidame et de chevalier ne sont plus utilisées) ;
- soit d’un heaume (casque avec ou sans lambrequins) d'écuyer, symbole de la chevalerie, pour celles qui ne possèdent pas de titre de noblesse.

Néanmoins beaucoup d'entre elles ajoutent aujourd'hui une couronne à leurs armes. A contrario, certaines personnes ou familles préfèrent timbrer leurs armes d'un heaume dont la position et le nombre de barreaux de la visière indique le titre ou le rang du titulaire. En effet, tous les membres masculins de la noblesse, titrés ou non, sont ipso facto écuyers ; cette qualité ne se porte donc plus.
Les descendants de nobles ou de titrés du Premier Empire se sont rendus à ces usages et ne timbrent plus leurs armes de toques napoléoniennes.
Si les personnes n'appartenant pas à la noblesse n'ont pas le droit de timbrer d'une couronne ou d'un heaume l'écu ou les initiales gravé(es) sur leur chevalière, cette règle n'a jamais été respectée, et ce depuis l'Ancien Régime.
La chevalière peut se porter en baise-main (pointe de l'écu vers l'extrémité des doigts) ou en bagarre (pointe de l'écu vers l'intérieur de la main).

### Belgique
En Belgique, la tradition veut qu’il n’y ait pas de différence entre les femmes et les hommes pour le port de la chevalière.
Hommes et femmes porteurs du nom de famille portent la chevalière à l’auriculaire gauche.
L'annulaire y est destiné exclusivement au port de l'alliance.
La chevalière peut se porter de trois manières :
- en baise-main, c'est-à-dire le motif orienté vers l'ongle, synonyme que la personne est libre ;
- ou en bagarre, c'est-à-dire le motif orienté vers le porteur, synonyme que le cœur de la personne est pris.
- en deuil, c'est-à-dire que le motif est orienté vers la paume de la main du porteur, il fait le deuil d'un proche lié à la chevalière.

### Suisse
En Suisse, la chevalière est habituellement portée à l'annulaire gauche. Elle se porte aussi à l'auriculaire droit dans des cas beaucoup plus rares.
En Suisse, tous les citoyens peuvent porter des armoiries surmontées d'un heaume.

## Chevalière et noblesse
Traditionnellement réservée aux descendants en ligne agnatique d'une famille noble ou à des personnes non nobles portant des armes depuis longtemps, l'érosion des règles sociales a mené de nombreuses personnes à porter une chevalière armoriée.
L'association entre port de la chevalière et lignage est ancienne ; l'anneau d'or était déjà le signe distinctif de l'ordre équestre dans la Rome antique. Ce lien persiste aujourd'hui dans l'imaginaire, entre le port de la chevalière et l'appartenance à un certain milieu, authentique ou prétendue. Au Moyen Âge déjà, l'anneau se portait à l'annulaire gauche en signe de distinction pour rappeler l'engagement du chevalier. Ce n'est qu'au XIXe siècle que les cachets armoriés portés à la ceinture sont remplacés par la chevalière.
Les armoiries des familles nobles y sont représentées et sont « timbrées », c'est-à-dire surmontées :
- soit d'une couronne si la famille possède un titre de noblesse ;
- soit d'un heaume, symbole de la chevalerie, pour celles qui ne possèdent pas de titre de noblesse mais dont les origines sont nobles.
- soit d'un manteau pour les princes, pairs et souverain.
- soit de simples lambrequins pour une décoration non-noble.

## Symbolique
La chevalière est empreinte de toute une symbolique sociale et culturelle. En effet, cette dernière peut marquer l'appartenance, réelle ou voulue, à la noblesse ou à l'identification personnelle et réfléchie au sein de l'Héraldique. Mais porter une chevalière peut être simplement esthétique, ou révéler une passion pour l'histoire, une époque, ou une volonté de se réclamer d'un attachement à certaines valeurs et traditions familiales.
Souvent stigmatisé par certains milieux antiroyalistes et anticléricaux, le port d'une chevalière n'est pas forcément rattaché à la prétention d'une ascendance noble, et encore moins à l'image et aux idées prêtées à cette classe. Les possesseurs d'armoiries portent d'ailleurs souvent les armes de leurs familles par fierté et tradition, sans y attacher de quelconques idées politiques.

## Illustrations

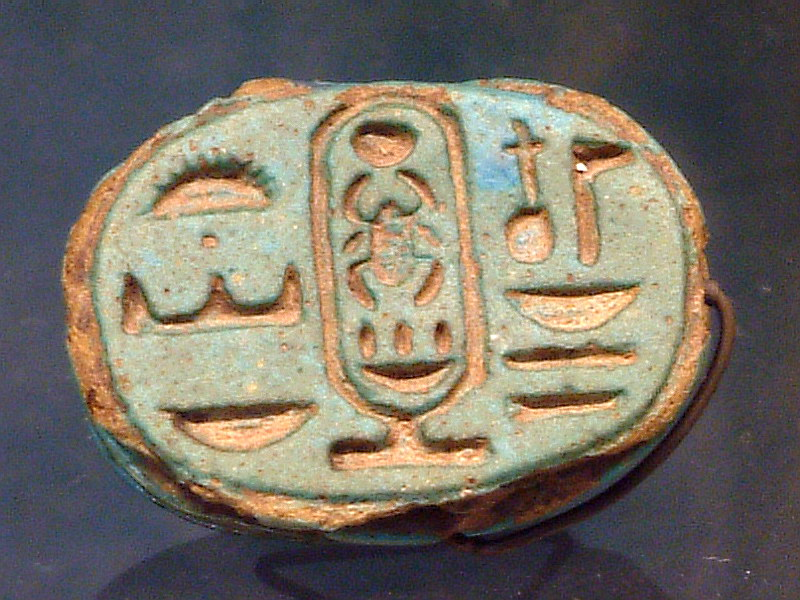
Anneau sigillaire égyptien au nom de Toutânkhamon, XIVe siècle av. J.-C.
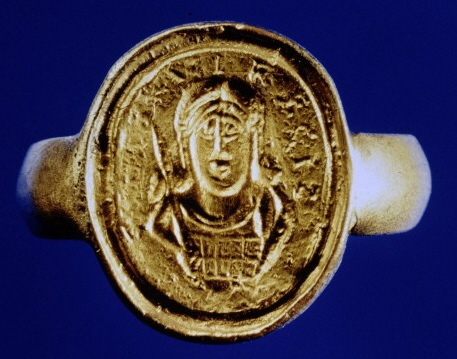
Copie de l'anneau sigillaire de Childéric, Ve siècle (original volé en 1831).
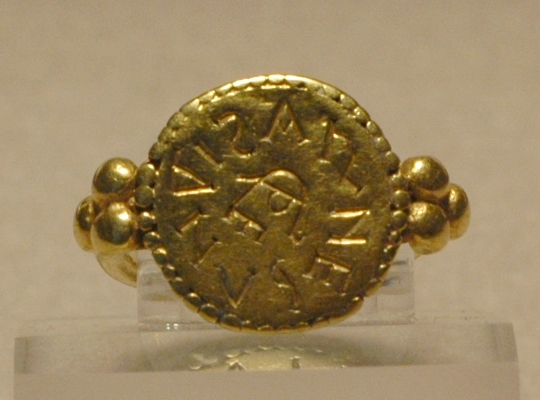
Anneau sigillaire de la reine Arnegonde, VIe siècle.
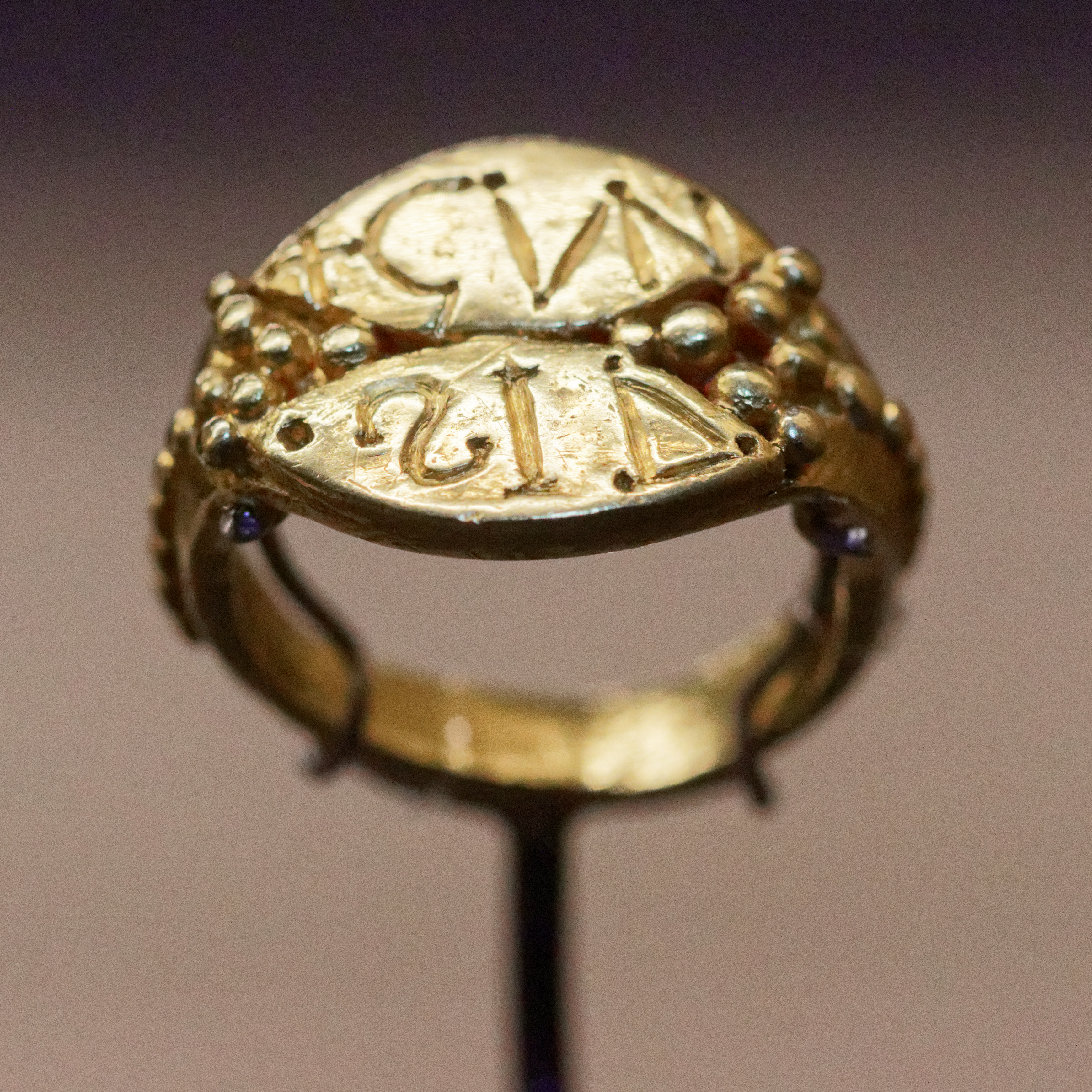
Inscription d'une bague au nom d'Ingonde, VIe siècle
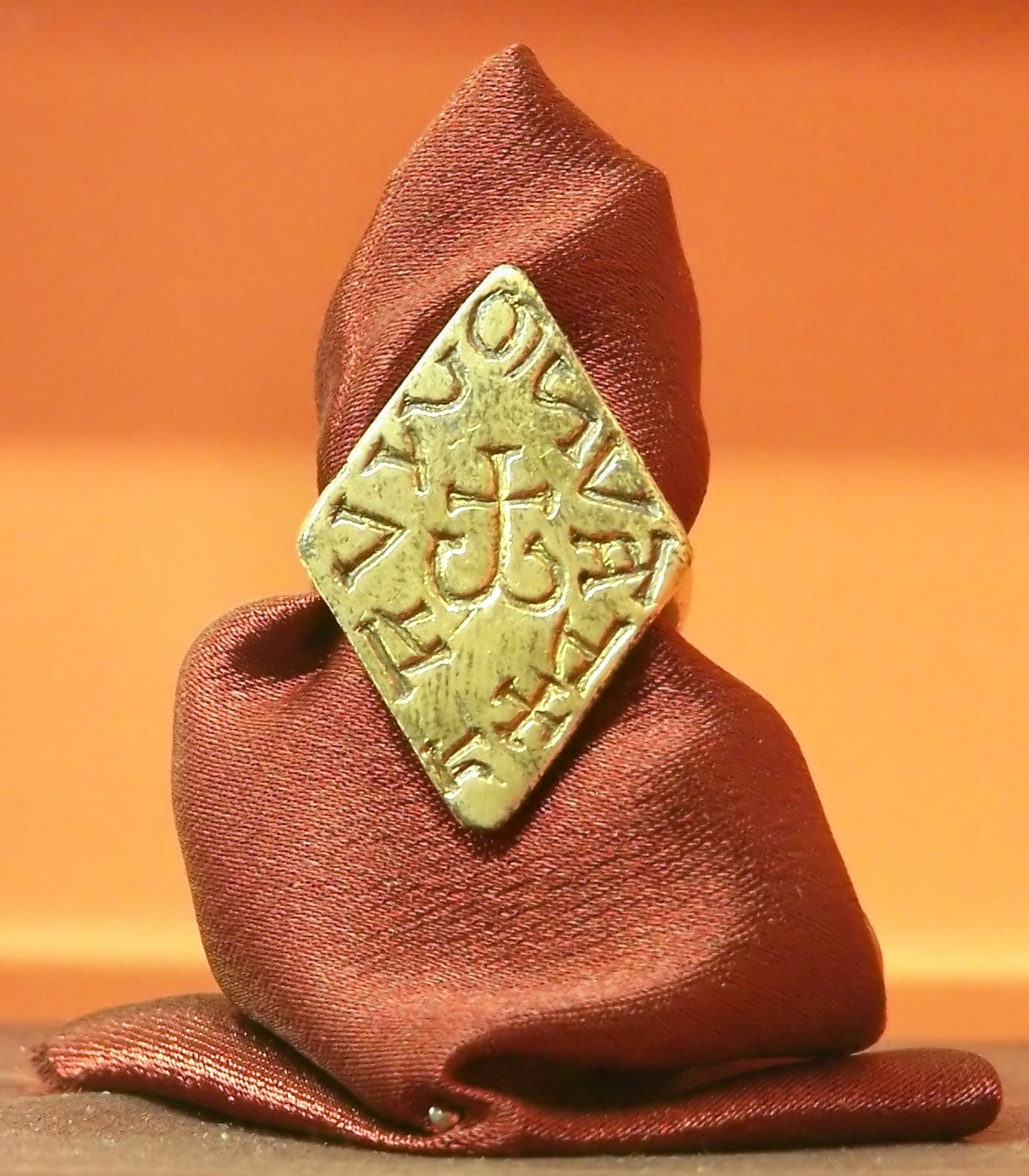
Chevalière du duc Świętopełk II de Poméranie, XIIIe siècle.
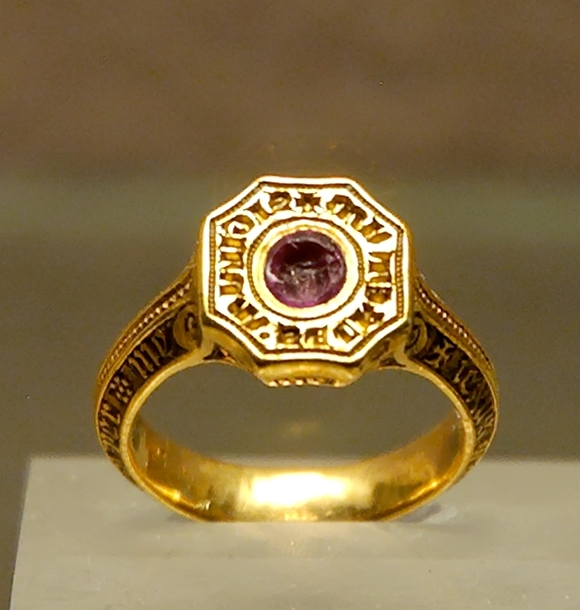
Chevalière du Prince noir, XIVe siècle.
Chevalière montée sur une pierre précieuse, XIXe siècle.
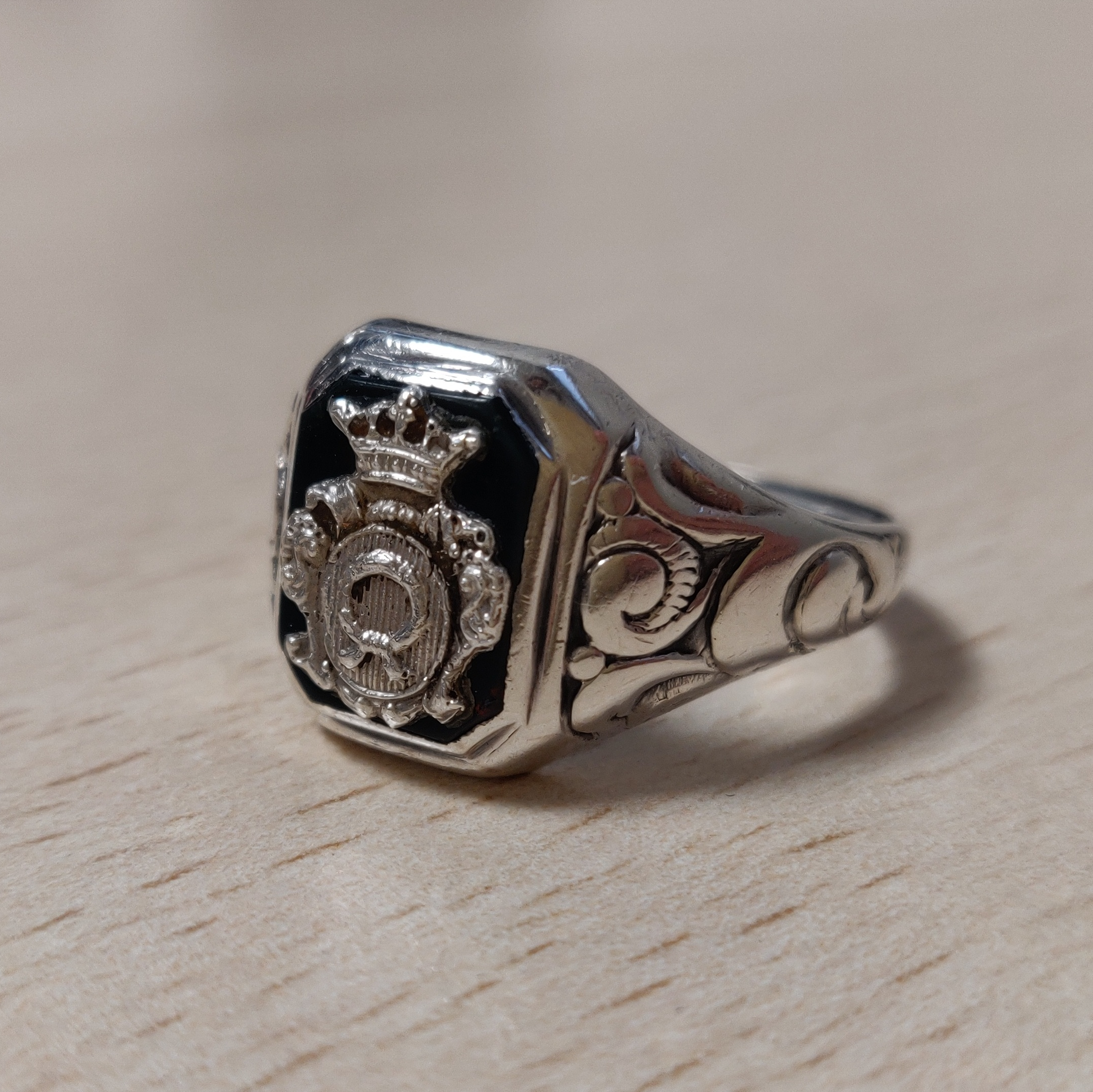
Une chevalière aux armoiries polonaises de Nałęcz en argent sur héliotrope, fabriquée au XIXe siècle dans l'Empire russe.
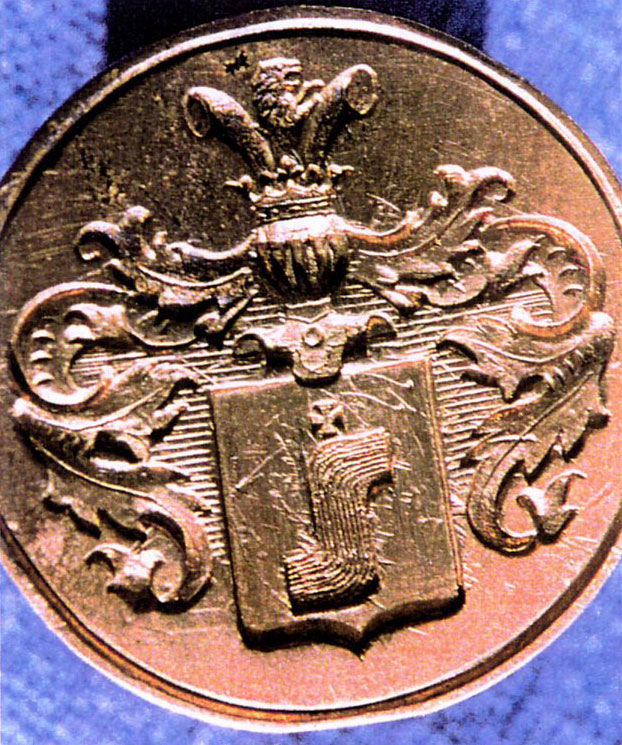
Chevalière aux armes des Saloff, XXe siècle.
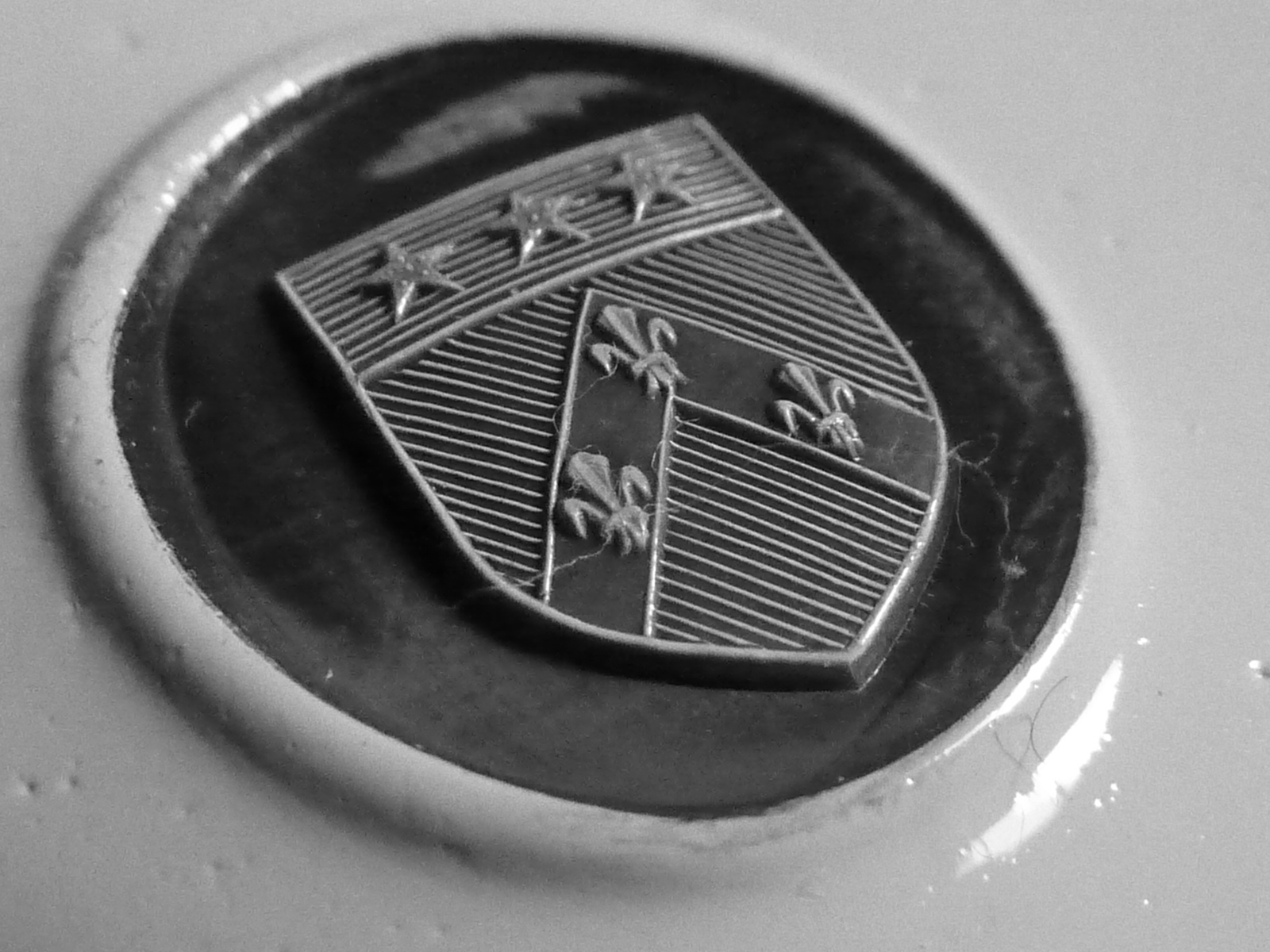
Empreinte de cire d'une chevalière aux armes des Frémeau, XXIe siècle.